# Postenzephalitisches Syndrom
Das Postenzephalitische Syndrom ist eine reversible Verhaltensveränderung nach einer viralen oder bakteriellen Infektion des Gehirnes (Enzephalitis).
Die Umkehrbarkeit der Veränderungen (Reversibilität) unterscheidet dieses Syndrom von organischen Persönlichkeitsstörungen.
Die – weitgehend (s. Literatur) – historische Bezeichnung entstand im Zusammenhang mit einer Epidemie der Schlafkrankheit, in deren Verlauf Symptome auftraten, die unter diesem Begriff zusammengefasst wurden.
Möglicherweise entspricht die Bezeichnung dem postenzephalitischen Parkinsonismus (Parkinson-Krankheit).